# دن کرنل
دن کرنل (انگلیسی: Don Cornell؛ ۲۱ آوریل ۱۹۱۹ – ۲۳ فوریهٔ ۲۰۰۴) یک نوازنده، خواننده، و هنرپیشه اهل ایالات متحده آمریکا بود.